# Liste von Todesfällen im Skispringen
Die Liste tödlicher Unfälle im Skispringen listet Unfälle in Verbindung zum Skispringen auf, die für Beteiligte tödlich verlaufen sind. Sie erhebt keinen Anspruch auf Vollständigkeit.
Skispringen gilt nicht als besonders gefährliche Sportart und schwere Verletzungen treten selten auf. Dennoch liegt es in der Natur des Skispringens, dass es zu schlimmen Stürzen kommen kann, die zu schweren Verletzungen und tödlichen Unfällen führen können.

## Sicherheit im Skispringen
In den letzten Jahrzehnten haben mehrere Faktoren dazu beigetragen, das Risiko von Stürzen und Verletzungen zu verringern:
- Die Vorbereitung und Wartung der Schanzen hat sich verbessert.
- Seit der Saison 1978/79 besteht eine Helmpflicht.[5] Bei zu großer Belastung lösen sich die Skibindungen. Das Design der Skischuhe macht es weniger leicht zu stürzen als zuvor. Handschuhe und Skibrille werden empfohlen,[5] und in der Praxis von allen Skispringern verwendet.
- Den Wetterverhältnissen wird stärker Rechnung getragen. Wettkämpfe werden verschoben oder abgesagt, wenn starker Wind, Niederschlag oder andere Bedingungen das Springen riskant machen.
- Alle Sprungschanzen werden heute nach einer einheitlichen Norm gebaut.[6] Es verringert die Unterschiede in der Gestaltung der Schanzen und sorgt dafür, dass diese auf die sicherste Art und Weise gestaltet werden.
- Müdigkeit und mentale Belastung können dazu führen, dass Springer Fehler machen. Daher darf ein Skispringer heute nur noch vier Wettkampfsprünge (einschließlich unterbrochener Runden) pro Tag auf Skiflugschanzen machen.[7]
- Der V-Stil bedeutet, dass Springer weniger Geschwindigkeit benötigen, um so weit zu springen wie beim alten, parallelen Stil. Das dem V-Stil angepasste Profil der Sprunghänge führt außerdem dazu, dass die Springer nicht mehr so hoch über den Aufsprunghang fliegen wie früher.
- Man vermeidet es, den Springern zu viel Anlauf (und somit Geschwindigkeit) zu geben, wodurch sie Gefahr laufen, jenseits der Hillsize zu landen, wo der Lauf zur Ebene hin abflacht und die Belastung der Beine bei der Landung zunimmt.

Bestimmte Schanzen erlangten Berühmtheit, weil sich viele Teilnehmer schwer verletzten. Die Skiflugschanze Čerťák im tschechischen Harrachov hatte von Anfang an ein extremes Design und die Springer konnten bis zu 12 Meter über den Boden springen. Während der dortigen Skiflug-Weltmeisterschaft 1983 wurden mehrere Teilnehmer schwer verletzt. Zwischen 1989 und 1992 wurde die Piste wieder aufgebaut, doch auch während der dortigen Skiflug-Weltmeisterschaft 1992 kam es zu mehreren hässlichen Stürzen. Auch die Skiflug-WM 1986 in Kulm in Bad Mitterndorf, Österreich, war von vielen hässlichen Stürzen geprägt. Sowohl bei der Skiflug-Weltmeisterschaft 1973 in Oberstdorf, Westdeutschland, als auch bei der Skiflugwoche in Planica, Jugoslawien 1974, gab die Jury zu viel Geschwindigkeit an, und mehrere Springer stürzten bei Sprüngen, die deutlich länger waren als der Bodenrekord und der Weltrekord aufzeichnen.
Trotz mehrerer schlimmer Verletzungen ist nicht bekannt, dass Skispringer auf Skiflugschanzen ihr Leben verloren haben.

## Tödliche Unfälle
| Unfallsdatum  | Name                       | Alter | Ort                        | Beschreibung/Quellen |
| ------------- | -------------------------- | ----- | -------------------------- | --- |
| März 1888     | Junge                      | 9     | Ottsjö                     | Beim Springen auf einer kleinen Schanze hatte sich ein Junge direkt unter der Schanze niedergelegt, damit die anderen Kinder über ihn hinwegspringen konnten. Als er den Kopf hob, um nach den anderen zu sehen, wurde er vom Ski seines eigenen Bruders, der gerade die Schanze verlassen wollte, ins Auge getroffen. Der Junge starb sofort. |
| 25. Dez. 1892 | Einar Dørum                | 18    | Trondheim                  | Stürzte beim Sprung, verletzte sich schwer und starb am nächsten Tag im Krankenhaus. |
| 24. Feb. 1901 | Einar Bartnæs              |       | Egge                       | Aus Eggebogen. Stürzte und brach sich den Oberschenkelknochen. Er starb am nächsten Tag. |
| Apr. 1901     | Junge                      |       | Hole (Norwegen)            | Stürzte von einer selbstgebauten Sprungschanze und verletzte sich am Bauch. Starb einige Zeit später. |
| 31. Jan. 1910 | Peter Edwards              | 26    | High Falls                 | Aus Chicago. Er starb, nachdem er sich bei einem Sprung Verletzungen am Kopf oder Hals zugezogen hatte. |
| 4. Feb. 1912  | Peter Olson                | 25    | Jamestown (North Dakota)   | Stürzte und erlitt eine Kopfverletzung. Er starb wenige Tage später im Krankenhaus. |
| 3. März 1912  | Andreas Halvorsen          | 21    | Oslo                       | Stürzte, brach sich an zwei Stellen den Rücken und starb im Rikshospitalet an seinen Verletzungen. |
| 9. Feb. 1913  | Knut Evensen Haugane       | 29    | Lunde (Telemark)           | Stürzte beim Absprung, prallte mit dem Kopf gegen einen Baum und starb. |
| 14. Jan. 1914 | Fritz von Almen            | 11    | Lauterbrunnen              | Er sprang mit einem Skistock und bekam den Stock in den Magen, der ein Loch in eine Arterie riss. Er starb an Blutverlust. |
| 17. Jan. 1914 | Holger Thalén              | 25    | Stockholm                  | Vertrat die Sportmannschaft Vidar in Sundsvall. Bei seinem dritten Sprung des Tages verlor er das Gleichgewicht, stürzte nach vorne und fiel auf den Kopf. Er wurde bewusstlos in das Sabbatsberg-Krankenhaus und starb dort am 20. Januar. |
| 14. Feb. 1915 | Reuben Lee                 | 16    | Chippewa Falls             | Aus Colfax, Wisconsin. Stürzte und erlitt eine Gehirnerschütterung. Starb einige Tage später, ohne das Bewusstsein wiederzuerlangen. |
| 11. Feb. 1917 | Frithjof Wikstrøm          | 16    | Arendal                    | Stürzte und erlitt schwere innere Verletzungen. Erst nach einer Stunde kam ärztliche Hilfe. Wickstrøm starb am 13. Februar im Krankenhaus. |
| 3. Feb. 1918  | Johan Akersveen            | 26    | Trondheim                  | Repräsentierte den Trondhjem Ski Club. Er stürzte, brach sich den Rücken, erlitt eine Lähmung und starb am nächsten Tag im Krankenhaus von Trondhjem. |
| 26. Feb. 1918 | Asbjørn Engvik             | 20    | Tromsø                     | Aus Vadsø. Er ist gestürzt und hat sich das Genick gebrochen. |
| 16. Jan. 1921 | Thorleif Askim             | 19    | Bærum                      | Aus Asker. Stürzte und erlitt Kopfverletzungen. Am nächsten Tag starb er an einer Hirnblutung, ohne das Bewusstsein wiederzuerlangen. |
| 11. Jan. 1924 | Robert Pettersen           |       | Lier (Norwegen)            | Landete auf dem Kopf und brach sich einen Halswirbel. Starb am nächsten Tag im Krankenhaus Drammen. |
| 25. Jan. 1925 | Raymond Roullier           | 12    | Manchester (New Hampshire) | Stürzte und brach sich das Genick. |
| 1. März 1925  | Peder Telhaug              | 21    | Notodden                   | Aus Sør-Audnedal. Beim Landen geriet er mit seinen Skiern in ein Gebüsch, stürzte und erlitt innere Blutungen. Am nächsten Tag im Krankenhaus gestorben. |
| 13. Dez. 1925 | Huber                      |       | Reichenhall                | Junge aus Mitterbach. Stürzte und verlor das Bewusstsein. Am nächsten Tag gestorben. |
| 8. Jan. 1926  | Wilhelm                    |       | Starý Smokovec             | Fiel im Hang und landete auf einem Baumstumpf, der aus der dünnen Schneeschicht ragte. Ein Bein wurde beschädigt und musste amputiert werden. Der Springer starb später an seinen Verletzungen. |
| 24. Jan. 1926 | Engebret Sandbakken        | 29    | Brevik                     | Erlitt einen Schlaganfall und fiel direkt nach dem Sprung in der Ausfahrt. War bewusstlos, bis er am 3. Februar im Brevik-Krankenhaus starb. |
| 28. Jan. 1926 | Hallvard Graver            | 12    | Fyresdal                   | Er stürzte im Anlauf, schlug mit dem Kopf gegen einen Baumstamm und erlitt eine Gehirnerschütterung. Gestorben am 29. Januar. |
| Jan. 1927     | Franz Jaklitsch            |       | Admont                     | Stürzte, wurde aber offenbar nicht verletzt. Später wurde er unwohl und starb an einer Gehirnblutung. |
| 19. Jan. 1927 | Jens Olsen                 | 13    | Hvittingfoss               | Als er auf einer unvollendeten Schanze sprang, kreuzte er auf der Schanze seine Skier und stürzte, schlug sich am Hinterkopf auf und verlor das Bewusstsein. Er starb am 23. Januar, ohne das Bewusstsein wiederzuerlangen. |
| 6. Feb. 1927  | Trygve Sjølien             | 20    | Os (Innlandet)             | Ist gestürzt und hat sich das Bein gebrochen. Zwei Tage später starb er an einem Blutgerinnsel. |
| 16. Feb. 1927 | Gunnar Gunnarsen           | 13    | Eidsvoll                   | Er kollidierte mit einem anderen Jungen und erlitt Knochenbrüche und eine Gehirnerschütterung. Er starb noch am selben Abend an seinen Verletzungen. |
| 22. Jan. 1928 | Hans Regli                 |       | Engelberg                  | Vier Jahre nach dem Bau musste die Schanze wieder aufgebaut werden, nachdem bei einem Rennen ein Teilnehmer starb und mehrere verletzt wurden. Regli aus Andermatt stürzte nach vorne und wurde von seinen eigenen Skiern am Kopf getroffen. Er starb am nächsten Tag an seinen Verletzungen.                                                  |
| 5. Feb. 1928  | Kaare Mo                   | 12    | Rjukan                     | Probierte die Schanze vor einem Wettkampf aus. Der Auslauf war mit einem Stahldraht verschlossen, doch der Junge duckte sich darunter hindurch. Das ging bei mehreren Sprüngen gut, aber beim letzten Mal stand er zu früh auf und der Draht schnitt ihm in die Kehle.                                                                         |
| 6. Jan. 1929  | Alfred Müller              | 18    | Langenbruck BL             | [ 57 ] |
| Feb. 1929     | Fritz Reußner              |       | Moskau                     | Er starb am 21. Februar an den Folgen eines Sturzes. |
| 2. März 1930  | Hølje Grandaas             | 18    | Gransherad                 | Aus Gransherad. Er brach sich bei einem Sturz das Bein und starb am 7. März im Notodden Hospital an einem Blutgerinnsel. |
| 1931          | Erich Popp                 |       | Schöneck/Vogtl.            | Aus Schöneck. |
| 15. Feb. 1931 | Otto Wurster               | 22    | Freudenstadt               | Aus Obertal. Beim Skispringen gestürzt und schwer verletzt; starb in der Nacht des 17. Februar im Krankenhaus. |
| 16. März 1931 | Åge Pettersen Øverler      | 13    | Hemnes                     | In eine Grube im Auslauf gefallen. Er schlug mit dem Kopf auf einen Stein und verlor das Bewusstsein. starb fünf Stunden später. |
| 17. Jan. 1932 | Howard Mott Herbert jr.    | 13    | Atlantic (Iowa)            | Er starb an den Verletzungen, die er sich bei einem Sprung zugezogen hatte. |
| 20. März 1932 | Odd Andreassen             | 14    | Tromsø                     | Aus Nordvågen in Kjelvik. Stürzte und erlitt eine Gehirnerschütterung. In der Nacht des 21. März im Krankenhaus gestorben. |
| 20. März 1932 | Kristian Bleke             | 25    | Melhus                     | Stürzte und erlitt innere Verletzungen. Am 30. März im Krankenhaus in Trondheim gestorben. |
| 11. Feb. 1933 | Olaf Hagen                 | 35    | Oslo                       | Aus Ytre Rendal. Bei einem Testsprung stürzte er auf der verschneiten Ebene. Er starb am 16. Februar, ohne das Bewusstsein wiederzuerlangen. |
| 31. Jan. 1934 | Josef Inselsbacher         | 22    | Garsten                    | Er stürzte schwer und brach sich beide Oberschenkelknochen, außerdem erlitt er innere Verletzungen. Später im Krankenhaus in Steyr gestorben. |
| 4. Feb. 1934  | Arne Haug                  | 22    | Kongsvinger                | Er schlug mit dem Kopf voran auf dem Boden auf, brach sich das Genick und starb sofort. Möglicherweise mitten in der Luft ohnmächtig geworden. |
| 4. Feb. 1934  | Chris Høidalen             | 29    | Salisbury Mills            | Norwegisch-Amerikaner, geboren in Ulefoss. Bei dem Sturz brach er sich einen Wirbel und verletzte eine Niere. Høidalen starb am 12. März im Krankenhaus in Cornwall. |
| 22. Feb. 1934 | Calmar Andreasen           | 24    | Park City (Utah)           | Norwegisch-Amerikaner, geboren in Drammen. Beim Absprung verlor er das Gleichgewicht und landete mit dem Rücken auf dem Vorbau der Großschanze. Eine Rippe durchbohrte seine Lunge, als er den Aufsprunghang hinunterstürzte. |
| 1. Apr. 1934  | Arne Tutvedt               | 25    | Svarstad                   | Bei einem Probesprung am Ostersonntag anlässlich eines Rennens am darauffolgenden Tag stürzte er und brach sich den Schädel. Er starb am 3. April im Krankenhaus in Larvik. |
| 8. Apr. 1934  | Nils Martin                |       | Vilhelmina                 | Aus Malgovik. Er stürzte schwer und brach sich die Wirbelsäule. Im Krankenhaus in Vilhelmina gestorben. |
| 1. Dez. 1934  | Werner Töndury             | 18    | St. Moritz                 | Stieß mit einem anderen Springer (Näpeli) zusammen. Töndury brach sich das Genick und starb sofort, während Näpeli Verletzungen im Gesicht erlitt. |
| 26. Jan. 1935 | Per Svarverud              | 13    | Tynset                     | Bei der Landung stieß er auf eine Furche und stürzte nach vorne. Er erlitt einen Darmriss und starb am nächsten Tag. |
| 17. Feb. 1935 | Albert Dulsrud             | 22    | Tvedestrand                | Repräsentierte den Bærum Ski Club. Bei einem Extrasprung nach einem nationalen Rennen drehte er sich in der Luft und brach sich das Genick. Er starb noch am selben Abend im Krankenhaus von Arendal. |
| 3. März 1935  | Henry Jensen               | 27    | New London (Wisconsin)     | Fiel nach hinten und landete auf seinen Schultern und seinem Nacken, so dass er unter anderem Brüche in zwei Wirbeln erlitt. Er starb am 9. März im Krankenhaus. Jensen stammte aus der Stadt Scandinavia in Wisconsin. |
| 25. Feb. 1936 | Einar Rudolf Larsson       | 11    | Hønefoss                   | Aus Norderhov. Sprang auf einer kleinen Schanze, fuhr im Auslauf gegen einen Zaun und erlitt einen Schädelbruch und eine Gehirnblutung. Er starb zwei Tage später. |
| 7. März 1936  | Kåre Pedersen              | 23    | Skoger                     | Blieb in einem Fluss im Auslauf stehen, stürzte über ein paar große Steine und brach sich an zwei Stellen die Wirbelsäule. Er wurde ins Krankenhaus Drammen gebracht, wo er am folgenden Tag starb. |
| 17. März 1936 | Tapio Lumme                | 14    | Porvoo                     | Stürzte bei einem Sprung im Sportunterricht der Schule schwer und erlitt eine Gehirnblutung. Er war bewusstlos, bis er sieben Tage später im Krankenhaus starb. |
| 19. Dez. 1936 | Victor Howell              |       | Mount Hood                 | Nach der Landung mit Baumstümpfen kollidiert. |
| 5. Feb. 1937  | Junge                      | 9     | Hof (Norwegen)             | Er wurde gegen einen Baum geschleudert und sein gesamter Unterleib zerquetscht. Verstarb noch am selben Abend im Kreiskrankenhaus in Tønsberg. |
| 5. Jan. 1938  | Claes Johansson            | 20    | Njurundabommen             | Aus Malmberget. Beim Training unter Aufsicht des Schwedischen Skiverbandes stürzte er und verletzte sich. |
| 5. Jan. 1938  | Ben Harstad                | 25    | West Vancouver             | Er fiel gegen einen Baumstumpf und brach sich das Genick. |
| 27. Feb. 1938 | Gregar Bø                  | 29    | Gransherad                 | Stürzte und brach sich einen Halswirbel. Am 2. März im Notodden Hospital gestorben. |
| März 1938     | Oddbjørn Brandsnes         | 15    | Åmot                       | Aus Nordre Osen. Stürzte und brach sich einen Oberschenkelknochen; starb am 3. April an seinen Verletzungen. |
| 7. Jan. 1939  | Egon Staic                 |       | Kitzbühel                  | Der Springer aus Wien stürzte bei einem Trainingssprung und erlitt einen Schädelbruch. Am nächsten Tag im Krankenhaus in Innsbruck gestorben. |
| 20. Jan. 1939 | Magnus Solberg             | 11    | Hof (Norwegen)             | Auf einer Schanze an der Straße am Bahnhof Kleppan gesprungen. Als er nach der Landung auf die Straße abbog, wurde er von einem Lkw erfasst und geriet unter eines der Hinterräder. Er starb an seinen Verletzungen. |
| 5. Feb. 1939  | Paul Bietila               | 20    | Saint Paul (Minnesota)     | Aus Ishpeming, Michigan. Beim Training für die Landesmeisterschaft rutschte er im Auslauf auf dem Eis aus und prallte gegen einen Zaunpfosten. Er starb am 26. Februar an Meningitis und Lungenentzündung. |
| 12. Feb. 1939 | Kristoffer Kristoffersen   | 25    | Horten (Norwegen)          | Stürzte und erlitt einen Wirbelsäulenbruch. Acht Tage später starb er an einer inneren Organlähmung. |
| 26. Feb. 1939 | Jakob Sletholt             | 22    | Larvik                     | Aus Kodal. Stürzte und erlitt eine Gehirnerschütterung. Starb zwei Tage später im Krankenhaus in Tønsberg. |
| 11. März 1939 | Kristian Ruud              | 23    | Torpa (Norwegen)           | Im Anlauf gefallen; erlitt schwere Rückenverletzungen und Lähmungen. Starb ein paar Tage später. |
| 12. März 1939 | Ole Jansen                 | 22    | Drammen                    | Aus Bærum. Möglicherweise mitten in der Luft ohnmächtig geworden; starb am 16. März im Krankenhaus von Bærum, ohne das Bewusstsein wiederzuerlangen.n |
| 19. März 1939 | Werner Gössinger           | 18    | Lauscha                    | [ 128 ] [ 129 ] |
| 1940          | Ernst Becker-Lee           | 35    | Oliwa (Danzig)             | An der Stelle, wo sich die Schanze befand, befindet sich ein Gedenkstein zur Erinnerung an Ernst Becker-Lee. |
| Jan. 1940     | Erwin Rotzmann             | 18    | Sankt Lambrecht            | Er stürzte und erlitt einen Schädelbruch sowie Blutungen im Gehirn. Im Krankenhaus in Knittelfeld gestorben. |
| 19. Jan. 1941 | Junge                      | 12    | Sør-Odal                   | Stürzte und schlug mit dem Kopf auf einen Stein, erlitt einen Schädelbruch. Verstorben noch am selben Tag im Sør-Odal-Krankenhaus. |
| 6. Apr. 1941  | Olav Lysvold               | 18    | Grimstad                   | Aus Homborsund. Stürzte und erlitt eine Gehirnerschütterung, starb zwei Tage später im Kreiskrankenhaus. |
| 23. Feb. 1942 | Bjørn Helge Sandberg       | 8     | Hobøl                      | Beim Probespringen vor einem Schulrennen stürzte er und erlitt Kopfverletzungen. Er starb später am selben Tag im Askim-Krankenhaus an einem Schädelbruch, ohne das Bewusstsein wiederzuerlangen. |
| 4. Apr. 1942  | Rolf Bakken                | 20    | Sør-Odal                   | Verlor einen Ski und stürzte gegen eine Grabenkante, starb an inneren Blutungen. |
| 26. Feb. 1944 | Mann                       |       | Lahti                      | Wurde bei einem Übungssprung vom Wind erfasst und landete auf dem Kopf; starb sofort. |
| 3. Jan. 1945  | Ingvar Arnold Moan         | 23    | Byneset                    | Stürzte gegen einen Felsen und verunglückte als er den Aufsprunghang hinunterfuhr. Gestorben am Abend desselben Tages. |
| 18. Feb. 1945 | Rolf Berg                  | 20    | Oddernes                   | Stürzte schwer und erlitt eine Gehirnerschütterung. Kam nicht wieder zu Bewusstsein und starb in der Nacht des 22. Februar im Krankenhaus in Kristiansand. |
| 5. Feb. 1947  | Ole Andersen               | 39    | Kristiansand               | Aus Vennesla. Er bekam Luftdruck auf die Oberseite der Skier und ging kopfüber zu Boden. Andersen starb zwei Tage später im Krankenhaus von Kristiansand. |
| 2. März 1947  | Karl Johannes (Karle) Moen | 28    | Nærøy                      | Aus Varøya in Nærøy. Er fiel kurz nach dem Aufprall auf den Kopf und brach sich das Genick. |
| 22. März 1947 | Junge                      | 12    | Drammen                    | Stürzte bei einem Sprung auf einer kleinen Schanze und blieb liegen, ohne äußere Verletzungen. Kurz darauf im Krankenhaus gestorben. |
| 4. Apr. 1947  | Reidar Grammeltvedt        | 17    | Askim                      | Am folgenden Tag starb er im Krankenhaus in Askim an einer Gehirnblutung. |
| 18. Jan. 1948 | Jimmy Hendrickson          | 34    | Cary Hill                  | Aus Eau Claire, Wisconsin. Er stürzte im untersten Hangstück, verlor das Bewusstsein und starb wenige Stunden später in einem Krankenhaus in Chicago an Kopfverletzungen. |
| 29. Feb. 1948 | John Mitchell Ronning      | 27    | Iron Mountain              | Aus Duluth, Minnesota. Ronning stürzte und brach sich mehrere Rippen. Er starb am 2. März an Lungenverletzungen. |
| 13. Feb. 1949 | Pentti Olavi Mäkinen       |       | Orivesi                    | Verlor das Gleichgewicht, stürzte gegen einen Baum und starb im Krankenhaus an seinen Kopfverletzungen. |
| 27. Dez. 1949 | Torsten Rosenkvist         | 14    | Sollefteå                  | Stürzte während des Sprungtrainings, als ein Ski beim Sprung in einer Planke stecken blieb, und erlag seinen Verletzungen. |
| 1950          | Fritz Bezdecker            |       | Ebensee am Traunsee        | Aus Steyr. |
| Feb. 1950     | Josef Löb                  | 16    | Kleinwolfstein             | Er bekam einen Skistock im Oberschenkel und starb an den Blutungen. |
| 26. Feb. 1950 | Hans Kristiansen           | 23    | Gildeskål                  | Aus Grimstad in Gildeskål. Verletzt durch Sturz bei zwei aufeinanderfolgenden Sprüngen auf einer kleineren Schanze. Verstorben auf dem Weg ins Krankenhaus in Bodø. |
| 2. Dez. 1950  | Norman Watson              | 15    | Temiskaming Shores         | Er starb im Krankenhaus an den Verletzungen, die er sich bei einem Sturz zugezogen hatte. |
| Feb. 1951     | Max Höfer                  |       | Willingen (Upland)         | Höfer vertrat den KSV Hessen Kassel. Er stürzte und erlitt einen Schädelbruch. |
| 18. März 1951 | Knut Hatle                 | 27    | Narvik                     | Aus Kirkenes. Stürzte während eines NM-Rennens und erlitt einen Genickbruch; möglicherweise mitten in der Luft ohnmächtig geworden. |
| 5. Jan. 1952  | Paul Außerleitner          | 26    | Bischofshofen              | Aus Bischofshofen. Beim Training gestürzt; starb am 9. Januar. Die Schanze wurde kurz danach nach ihm benannt |
| 27. Jan. 1952 | William «Bill» Gundersen   | 34    | Kaskadenkette              | Norwegisch-Amerikaner, der Drammens Ballklubb vertreten hatte. Kollision mit einem Zuschauer, der im Auslauf lief. Gundersen brach sich das Genick und starb, bevor er im Krankenhaus ankam. Der Zuschauer wurde schwer verletzt, überlebte jedoch.                                                                                            |
| 4. März 1953  | Gustav Flygt               | 17    | Sulitjelma                 | Aus Straumen in Sørfold. Er stürzte beim Sprung und erlitt möglicherweise einen epileptischen Anfall. Er brach sich einen Oberschenkelknochen und erlitt eine Gehirnerschütterung. Flygt starb am 8. März an einem Blutgerinnsel. |
| 7. Feb. 1954  | Hideki Kodani              | 22    | Kaminabe                   | Bei einem Sprung von 59 Metern gestürzt. Er starb im Krankenhaus an seinen Verletzungen, ohne das Bewusstsein wiederzuerlangen. |
| 27. März 1954 | Gunnar Björkman            | 18    | Ljusdal                    | Vertrat Stadshagens IF in Stockholm. Stürzte bei einem Trainingssprung und erlitt Kopfverletzungen, starb später am Tag im Krankenhaus an den Verletzungen. |
| 28. März 1954 | Tarjei Dalen               | 25    | Tokke                      | Stürzte schwer und erlitt eine Gehirnerschütterung. Starb am folgenden Tag im Telemark County Hospital in Skien, ohne das Bewusstsein wiederzuerlangen. |
| 9. Jan. 1955  | Esa Toikka                 | 19    | Kuusankoski                | Aus Lahti. Konnte nicht vor dem Ende des Auslaufs anhalten und kollidierte mit einer steinernen Uhr. Bei dem Unfall erlitt er einen Schädelbruch und starb wenige Stunden später im Krankenhaus. |
| 11. Feb. 1955 | Konstantin Wlassow         |       | Moskau                     | [ 179 ] |
| März 1958     | Odd Bakke                  | 14    | Eidsberg                   | Stürzte und erlitt innere Verletzungen. Verstorben später im Krankenhaus in Sarpsborg. |
| 8. Jan. 1959  | Tibor Dózsa                | 27    | Mátraháza                  | Im Training vor einem internationalen Rennen am selben Ort verletzt. Er starb einige Monate später im Krankenhaus. |
| 29. Feb. 1960 | Ivar Syverstuen            | 13    | Nord-Odal                  | Auf einer kleinen Schanze gesprungen, gefallen und hat einen Zweig im Bauch bekommen. Starb in der Nacht des 1. März im Sør-Odal-Krankenhaus. |
| 9. Feb. 1961  | Heikki Kontto              | 17    | Lahti                      | Er stürzte schwer und wurde von einem Ski am Hinterkopf getroffen. Erlangte nie wieder das Bewusstsein und starb in der Nacht des 14. Februar im Krankenhaus in Lahti. |
| 24. März 1962 | Ivan Vidović               | 20    | Črna na Koroškem           | Er starb an Kopfverletzungen, nachdem er beim Springen gestürzt war. |
| 7. März 1965  | Jože Tolar                 | 21    | Planica                    | Aus Podnart in Slowenien. Bei einem Sturz beim Janez-Polda-Gedächtnisspringen auf der 80-Meter-Schanze wurde er schwer verletzt. Er starb zwei Tage später an seinen Verletzungen. |
| 8. Jan. 1966  | Eero Turunen               | 21    | Jyväskylä                  | Verlor das Gleichgewicht und stürzte bei einem Trainingssprung. Er starb an inneren Verletzungen. |
| 28. Jan. 1968 | Friedhelm Schleimer        | 31    | Niedersfeld                | War Funktionär bei einem Skispringen; wurde von einem Ski am Kopf getroffen, den ein Springer beim Sturz verloren hatte. Schleimer erlitt einen Schädelbruch und starb auf dem Transport ins Krankenhaus. |
| 5. Jan. 1969  | Kjell Olaf Haakonsen       | 26    | Drammen                    | Von Holum in Mandal, einer von mehreren in einer Gruppe von Freunden, die bei sehr schlechten Bedingungen mit Neuschnee und Eis gesprungen sind. Beim Absprung ausgerutscht und mit dem Kopf auf einen Stein auf dem Vorbau geprallt. Nie wieder das Bewusstsein erlangt.                                                                      |
| 6. Feb. 1969  | Jan Kwak                   | 17    | Zella-Mehlis               | Aus Zakopane. Bei einem Trainingssprung ist er gestürzt und hat sich tödlich verletzt. |
| 27. Feb. 1969 | Evelyn Johansen            | 11    | Alta (Norwegen)            | Aus Rivarbukt im Langfjord. Sie erlitt Kopfverletzungen beim Sprung auf einer Schanze in der Langfjorden-Schule. Verstorben später im Krankenhaus in Tromsø. |
| 31. März 1974 | Jaakko Manni               | 29    | Ruka                       | Aus Rovaniemi. Stürzte und erlitt Kopf- und Nackenverletzungen, starb auf dem Weg ins Krankenhaus. |
| 5. Jan. 1975  | Jeff Wright                | 22    | Brattleboro                | Aus St. Louis Park, Minnesota. Während des Trainings brach er sich das Genick und starb in einem Krankenhaus in Hanover, New Hampshire. |
| 26. Feb. 1975 | Toni Angerer               | 19    | Lahti                      | Beim Training stürzte er im Anlauf und kollidierte mit einer auf dem Vorbau stehenden Pistenmaschine. Er wurde gelähmt und starb am 21. Mai. |
| Nov. 1975     | Mirosław Pacyga            | 16    | Lomnice nad Popelkou       | Aus Szklarska Poręba. Hat im Anlauf das Gleichgewicht verloren und ist schwer gestürzt. Kurz darauf im Krankenhaus gestorben. |
| Jan. 1981     | Junge                      | 16    | Lahti                      | Beim Sprungtraining fiel er im Anlauf und erlitt tödliche Kopfverletzungen. |
| 3. Sep. 1982  | Misjka Mikaberidze         | 16    | Kirow                      | Mikaberidze kam aus der Georgischen SSR. |
| 5. März 1986  | Oleg Serow                 | 22    | Krasnojarsk                | Während der Winterspartakiade auf dem Tramplin Kaschtak in Krasnojarsk stürzte er im spiegelglatten Hang der 70-Meter-Schanze und starb. |
| 23. März 1986 | Erik Strømsborg            | 8     | Eidsvoll                   | Schwer verletzt mit gebrochenem Genick nach einem Sprung auf einer kleinen Schanze aufgefunden. Kurz darauf gestorben. |
| 21. Feb. 1993 | Dave Peterson              | 30    | Iron Mountain              | Aus Saint Paul, Minnesota. Stürzte während eines Wettkampfs und zog sich schwere Verletzungen zu. Er starb am nächsten Tag im Marquette-Krankenhaus an einer Gehirnblutung. |
| 20. Juni 1993 | Hein Sigurd Rindal         | 19    | Rælingen                   | Vom Veldre Sports Club in Brumunddal. Erlitt Kopf- und Brustverletzungen. Er starb am 24. Juni im Zentralkrankenhaus Akershus, ohne das Bewusstsein wiederzuerlangen. |
| 26. März 1994 | Øyvind Borolien            | 14    | Sør-Fron                   | Beim Spielen auf einer kleinen Sprungschanze in den Bergen gestorben. |
| 20. Sep. 1994 | Pjotr Meisner              | 16    | Nischni Nowgorod           | Aus St. Petersburg. Bei einem Trainingssprung gestürzt, wieder aufgestanden, dann aber das Bewusstsein verloren und gestorben. |
| 5. Apr. 1996  | Pål Petter Tangen          | 39    | Sauda                      | Stürzte bei einem Probesprung und erlitt Kopfverletzungen. Am 12. April im Haukeland-Krankenhaus in Bergen gestorben. |
| Nov. 2000     | Mann                       | 28    | Eilenburg                  | Stürzte und schlug sich bei der Ausfahrt den Hinterkopf und verlor das Bewusstsein. |
| 6. Jan. 2006  | Pekka Tainio               | 55    | Saarijärvi                 | Beim Wettkampf gestürzt, offenbar nicht schwerwiegend. Auf dem Heimweg verlor er das Bewusstsein und erlitt eine Lähmung auf der rechten Seite. Am 9. Januar im Krankenhaus in Jyväskylä gestorben. |
| 4. Jan. 2008  | Jermo Ribbers              | 14    | Oberstdorf                 | Ribbers war Schüler der Sportschule Oberstdorf. Beim Training auf der K56-Schanze stürzte er unter unklaren Umständen, da sowohl Sprung, Verfassung als auch die Schanze als gut betrachtet wurden. |
| 9. Okt. 2020  | Thomas Lacroix             | 40    | Prémanon                   | Er stürzte schwer und starb anschließend im Krankenhaus. |

### Fälschlicherweise gemeldete tödliche Unfälle
- Während eines Springens in Hall in Tirol in Österreich am 8. Februar 1914 verlor Paul Rotter bei der Ausfahrt das Gleichgewicht und stürzte am Hang zum Inn hinab auf einen Baumstamm.[229] Einige Zeitungen berichteten, er sei an seinen Verletzungen gestorben.[230] Nach Angaben der Zeitung „Innsbrucker Nachrichten“ sei Rotter dem Unfall jedoch ohne schwere Verletzungen entkommen.[231]
- Der Norweger Dagfinn Carlsen stürzte 1929 bei einem Sprung im schweizerischen Pontresina schwer und verletzte sich lebensgefährlich. Carlsen versuchte, einen europäischen Rekord aufzustellen, drehte sich aber, prallte gegen einen Eimer, landete auf dem Rücken und erlitt einen Herzstillstand. Er überlebte, konnte aber später in den Zeitungen Nachrufe über sich lesen.[232]
- Im Februar 1931 wurde berichtet, dass der Norweger Thor Tangvald nach einem Skisprungunfall im französischen Grenoble gestorben sei.[233] Dies wurde kurz darauf dementiert. Tangvald stürzte und erlitt einen schweren Knochenbruch, überlebte jedoch.[234]
- Nach einem Wettkampf am Furukollen in Trøgstad am 21. März 1937 wurde fälschlicherweise berichtet, dass Eugen Knudsen aus Sandaker, der schwer gestürzt war, an seinen Verletzungen gestorben sei.[235][236][237]

### Ähnliche Unfälle
- Bei einem Wettkampf auf dem Nydalsbakken in Oslo am 28. Januar 1917 lief ein Hund über den Auslauf und wurde beim Zusammenstoß mit einem Springer schwer verwundet. Der Hund wurde tödlich verletzt und von einem der Zuschauer sofort eingeschläfert. Der Springer stürzte, wurde aber nicht verletzt.[238]

- Eine Zuschauerin starb am 24. Februar 1926 bei einem Skisprungwettbewerb am Engåsbakken. Kathinka Danielsen bewegte sich den Hügel hinunter, stürzte jedoch über einen Baumstumpf und mehrere andere Zuschauer fielen auf sie. Sie starb in der Nacht des 27. Februar im Krankenhaus in Tønsberg an ihren Verletzungen.[239]

- Während eines Schulsprungrennens im Nysethbakken am Raufoss am 15. März 1931 stürzte einer der Zuschauer, der 37-jährige Sverre Torp, um und starb.[240][241][242]

- Bei Bauarbeiten am Gerüst der Sprungschanze in Bjørnevatn stürzte am 2. Januar 1939 ein Brett aus 16 Metern Höhe und traf einen Mann am Kopf. Der Mann starb an seinen Verletzungen.[243]

- Beim Treten (Präparieren mit Skiern) im Hang der Bear Mountain-Skisprungschanze in New York, USA, erlitt der 57-jährige norwegisch-amerikanische Hjalmar „Doc“ Anderson aus Brooklyn am 8. Dezember 1940 einen Herzstillstand und starb.[244][245][246]
- Ein 51-jähriger Mann, Anton Johansen aus Fagernes, erlitt am 5. Januar 1947 einen Herzstillstand und starb, als er Zuschauer eines Skispringens am Vistebakken bei Røn in Vestre Slidre war[247][248][249]
- Joe Maurin (USA) starb, nachdem er am 10. März 1949 beim Aufbau einer Indoor-Skisprungschanze in Peoria, Illinois, aus einer Höhe von 35 Fuß (ca. 11 Meter) gestürzt war.[250]
- Ein 12-jähriger Junge, Melkior Dørum, fiel am 24. März 1955 plötzlich um und starb, als er seinen Freunden beim Skispringen in Oppdal zusah.[251]
- Ein Junge wurde am 21. Juni 1957 von einem verirrten Schuss getroffen, als einige Jungen im Alter von 13 bis 16 Jahren auf einer Skisprungschanze in Veitvet in Oslo Blitzlichtaufnahmen machten. Der 16-jährige Sverre Sandstad, der auf der Skisprungschanze stand, wurde durch einen Schuss am Kopf getroffen, der versehentlich von einem auf dem Gerüst stehenden Kameraden abgefeuert wurde. Er starb einige Tage später im Krankenhaus.[252][253]
- Der 19-jährige Soldat Jo Bjørnar Næss aus Nøtterøy erlitt innere Blutungen, als er am 14. Februar 1997 während einer militärischen Ausbildung in einem Schlauchboot den Aufsprunghang des Mobakken in Bardu hinunterrutschte. Das Fahrzeug erlitt Schäden, kollidierte mit einer Schneekante und die drei verbleibenden Soldaten fielen heraus. Alle drei wurden verletzt; Næss starb später am selben Tag im Militärkrankenhaus Troms.[254][255]
- Während des Air & Style-Snowboard-Wettbewerbs am 4. Dezember 1999 in der Bergisel-Schanze in Innsbruck, Österreich, brach im Publikum Panik aus und vier österreichische und ein australisches Mädchen wurden niedergetrampelt oder zu Tode gequetscht. Ein weiteres österreichisches Mädchen starb im September 2003 a den Folgen der erlittenen Verletzungen. Vier weitere Personen wurden schwer verletzt; Insgesamt wurden bei dem Unfall 38 Menschen verletzt.[256]
- Während einer Skishow auf der Grånasen-Schanze in Tromsø kollidierte am 12. April 2003 ein 20-jähriger Mann auf einem Schneemobil mit einem geparkten Lastwagen und wurde schwer verletzt.[257] Sechs Tage später starb er an seinen Verletzungen.[258]
- In der Nacht vom 2. November 2008 starb ein 30-jähriger Mann, als er den Hang der größten Schanze in Hertonäs in Helsinki, Finnland, hinunterstürzte.[259]
- Im Mai 2009 starb ein 37-jähriger Mann, nachdem er auf einer Skisprungschanze im Wiesensteig in Deutschland stark alkoholisiert mit einer Bierbank gesprungen und gerutscht war. Er erlitt tödliche Kopfverletzungen, als er mit einem Drahtseil kollidierte, das im unteren Teil der Piste gespannt war und den Boden blockierte.[260]
- Im August 2014 starb eine Person nach einem vermutlich gescheiterten Basejump vom Turm des Holmenkollbakken in Oslo.[261]
- Ein 16-jähriges Mädchen starb und drei Mädchen wurden verletzt, als sie am späten Abend des 29. August 2015 die mit Plastikfolie bedeckte Skipiste hinunterrutschte und gegen ein Kabel an der Herttoniemen Hyppyrimäki in Helsinki, Finnland, prallte.[262] Der Draht wurde aufgehängt, um zu verhindern, dass Unbefugte die Schanze nutzen. Die finnische Polizei untersuchte den Fall, um herauszufinden, ob den Verantwortlichen der Schanze bewusst gewesen sein musste, dass von dem Draht eine Gefahr ausgehen könnte.[263] In der Folge wurde die Schanze gesperrt und soll womöglich bald abgerissen werden.[264]
- 2023 stürzte Iztok Pergarec, der 50 Jahre, davon viele in leitender Position, an der Letalnica bratov Gorišek in Planica arbeitete, von einer Leiter, während er ein Dach eines Nebengebäudes der Schanze reparierte und starb später. Möglicherweise spielte ein Herzinfarkt eine Rolle.[265]

### Fiktive tödliche Unfälle
- Im März 1994 veröffentlichte die amerikanische Boulevardzeitung Weekly World News einen Artikel über den 24-jährigen finnischen Skispringer Ray Lammi, der angeblich gestorben war, nachdem er beim Springen im finnischen Kajana mit einem Pressehubschrauber zusammengestoßen war. Der Artikel enthielt auch ein Bild der Kollision.[266] Weekly World News, dessen Artikel zeitweise auch in der norwegischen Zeitschrift En gal gal verden veröffentlicht wurden, war dafür bekannt, sensationelle Artikel zu veröffentlichen, die entweder am Rande der Wahrheit lagen oder völlig erfunden waren.

- Ein Werbespot des Autoherstellers Renault zeigt den Skispringer „E. Bölkenström“, der mitten im Sprung mit einem Flugzeug kollidiert.[267] Der Film wurde von der Werbeagentur Publicis in Belgien produziert und von Erik Bulckens inszeniert. Er wurde im Januar 2006 erstmals ausgestrahlt.[268]

## Andere verwandte Ereignisse
- Die Leiche des norwegischen Widerstandskämpfers Johnny Pevik, der nach langer Folter im November 1944 von der Gestapo in Trondheim gehängt wurde,[269] wurde an der Skisprungschanze Kastbrekka außerhalb der Stadt begraben.[270][271] Nach dem Krieg wurde Pevik auf dem Domkirkegården (Ehrenfriedhof) in Trondheim beigesetzt.[269][271]